# 젠틀맨 (음악가)
젠틀맨(Gentleman, 1975년 4월 19일 ~ )은 독일의 가수이다.